# ژین
ژیِن (به فرانسوی: Gien) یک کمون در فرانسه است که در کانتون ژین واقع شده‌است. ژین ۶۷٫۸۶ کیلومتر مربع مساحت و ۱۴٬۵۱۹ نفر جمعیت دارد و ۱۶۱ متر بالاتر از سطح دریا واقع شده‌است.

## خواهرخوانده
شهرهای نیبول، ردوندو و مالمزبوری خواهرخوانده‌های ژین هستند.